# Open University of Tanzania
Die Open University of Tanzania (OUT) ist eine staatlich anerkannte Universität in Tansania mit dem Verwaltungssitz in Daressalam. Im Studienjahr 2016/2017 hatte sie 47.000 Studenten.

## Geschichte
Die Open University Of Tanzania ist eine öffentliche Universität, die mit einem Parlamentsbeschluss im Jahr 1992 eingerichtet wurde. Sie nahm am 1. März 1993 ihre Arbeit auf und hatte im Jänner 1994 ihre ersten Studenten.

## Studienangebot
Die Universität bietet ihre Lehrgänge durch einen offenen Fernunterricht an. Dies beinhaltet verschiedene Kommunikationsmöglichkeiten, wie persönliche Kommunikation, Rundfunk, Fernsehen, schriftliche Kommunikation, Block-Seminare, E-Learning sowie die Kombination dieser Varianten.

### Regionalzentren
Für die Abwicklung der Studien stehen folgende Regionalzentren zur Verfügung:
- Arusha Regionalzentrum
- Dodoma Regionalzentrum
- Iringa Regionalzentrum
- Geita Regionalzentrum
- Kagera Regionalzentrum
- Kigoma Regionalzentrum
- Kilimandscharo Regionalzentrum
- Kinondoni Regionalzentrum
- Lindi Regionalzentrum
- Manyara Regionalzentrum
- Mara Regionalzentrum
- Mbeya Regionalzentrum
- Morogoro Regionalzentrum
- Katavi Regionalzentrum
- Mtwara Regionalzentrum
- Mwanza Regionalzentrum
- Njombe Regionalzentrum
- Rukwa Regionalzentrum
- Ruvuma Regionalzentrum
- Shinyanga Regionalzentrum
- Tanga Regionalzentrum
- Tabora Regionalzentrum
- Pemba Koordinationszentrum
- Sansibar Koordinationszentrum
- Simiyu Regionalzentrum
- Songwe Regionalzentrum
- Ilala Regionalzentrum
- Coast Regionalzentrum
- Singida Regionalzentrum
- Kahama Koordinationszentrum
- Tunduru Koordinationszentrum

### Fakultäten
Die Offene Universität Tansania besteht aus folgenden Fakultäten:
- Naturwissenschaft
- Erziehungswissenschaft
- Jus
- Betriebswirtschaftslehre
- Kunst